# أقاليم جغرافيا طبيعية في العالم
تُعد الأقاليم الجغرافيا الطبيعية في العالم وسيلة لتعريف أشكال الأرض في مناطق متميزة، استنادا إلى النهج الكلاسيكي ذي المستويات الثلاثة الذي اتبعه نيفين م. فينمان في عام 1916. استخدم النموذج في الأصل في أمريكا الشمالية، وأصبح أساسًا لتصنيفات مماثلة للقارات الأخرى، وكان لا يزال ساريًا اعتبارًا من 1951.

## الجغرافيا الطبيعية

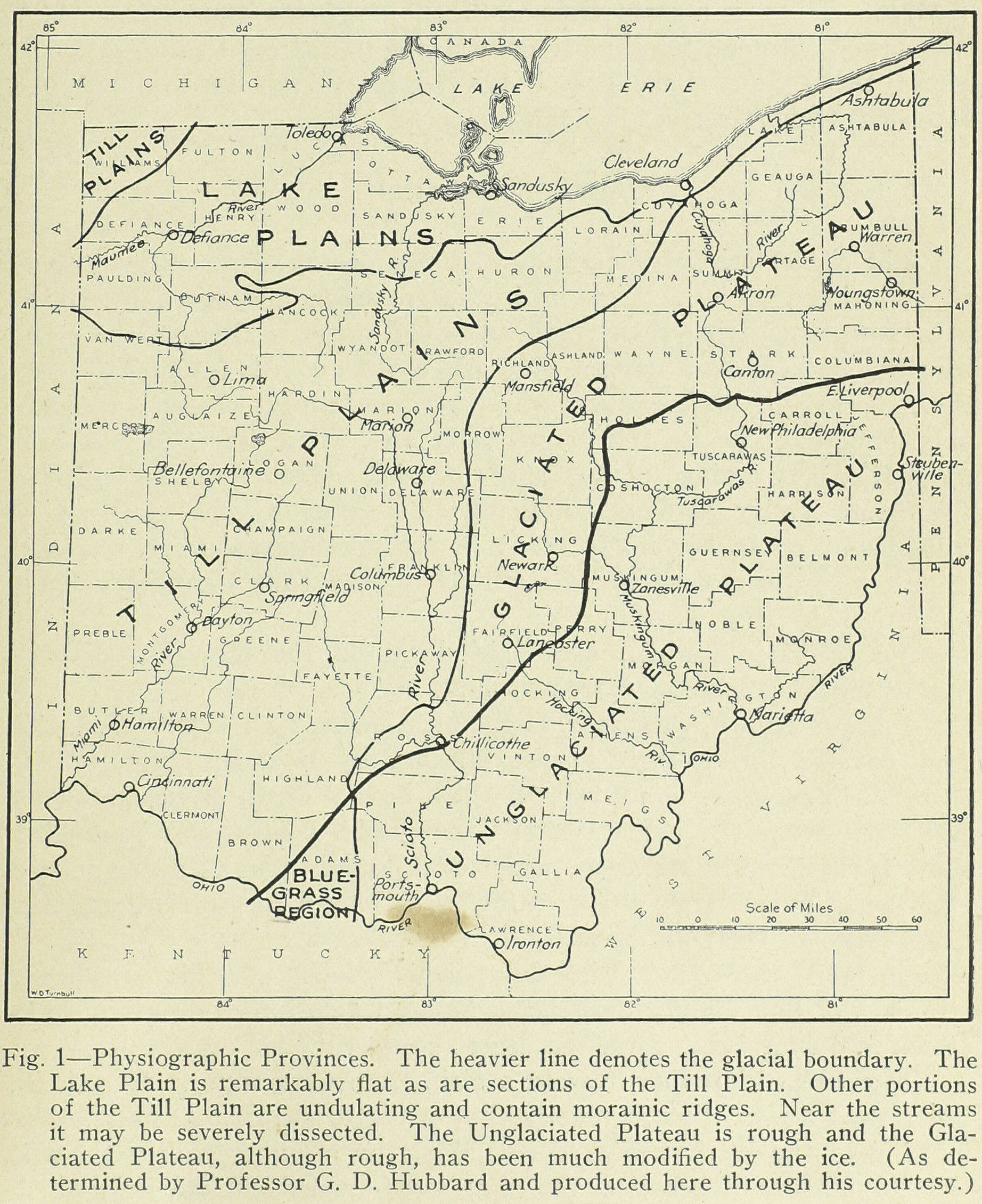
خريطة فيزيوغرافية من "جغرافيا أوهايو" 1923

خلال أوائل القرن العشرين، أُطلق على دراسة الجيومورفولوجيا على المستوى الإقليمي تسمية «فيزيوغرافية». عُدّ علم الجغرافيا الطبيعية لاحقًا على أنه تقلص «فيزيائي» و «جغرافي»، وبالتالي مرادفًا للجغرافيا الطبيعية، وأصبح المفهوم متورطًا في الجدل حول الاهتمامات المناسبة لهذا التخصص. تمسك بعض علماء الجيومورفولوجيا بأساس جيولوجي للفيزيوغرافية وشددوا على مفهوم المناطق الفيزيوغرافية بينما كان الاتجاه المتضارب بين الجغرافيين هو مساواة علم الفيزياء مع «علم التشكل النقي»، بعيدًا عن تراثها الجيولوجي. في الفترة التي أعقبت الحرب العالمية الثانية، أدى ظهور العمليات والدراسات المناخية والكمية إلى تفضيل العديد من علماء الأرض لمصطلح «الجيومورفولوجيا» من أجل اقتراح نهج تحليلي للمناظر الطبيعية بدلاً من النهج الوصفي. في الاستخدام الحالي، لا تزال الفيزيولوجيا تفسح المجال للارتباك بشأن المعنى المقصود، أو التعريف «الجيومورفولوجي» الأكثر تخصصًا أو تعريف «الجغرافيا الطبيعية» الأكثر شمولاً.
لأغراض رسم الخرائط الفيزيوغرافية، تُصنف التضاريس وفقًا لكل من الهياكل الجيولوجية والتاريخ. تتوافق الفروق القائمة على العمر الجيولوجي أيضًا مع الفروق الفيزيولوجية حيث تكون الأشكال حديثة جدًا بحيث تكون في دورة التعرية ‏ الأولى، كما هو الحال عمومًا مع صفائح الانجراف الجليدي. بشكل عام، تتميز الأشكال التي تنتج عن تواريخ متشابهة بسمات متشابهة معينة، وتؤدي الاختلافات في التاريخ إلى اختلافات مماثلة في الشكل، مما يؤدي عادةً إلى سمات مميزة واضحة للمراقب العرضي، ولكن هذا ليس هو الحال دائمًا. قد تتدرج الهضبة المُشرحة ‏ بشكل ناضج دون انقطاع من الجبال الوعرة من ناحية إلى أراضي المزارع المتدحرجة قليلاً من ناحية أخرى. لذلك أيضًا، قد تكون الأشكال التي لم تُصنف معًا متشابهة ظاهريًا؛ على سبيل المثال، سهل ساحلي شاب وسهب. في عدد كبير من الحالات، تكون خطوط الحدود أيضًا خطوطًا جيولوجية، بسبب الاختلافات في طبيعة أو بنية الصخور الأساسية.